# Premio Rómulo Gallegos
El Premio Internacional de Novela Rómulo Gallegos es un galardón creado en honor al novelista y político venezolano del mismo nombre el 1 de agosto de 1964 mediante un decreto promulgado por el entonces presidente de Venezuela Raúl Leoni. En un principio su objetivo era premiar novelas latinoamericanas, pero a partir de la década de 1990 se expandió a todo el ámbito hispanohablante. El primer autor no americano en recibir el premio fue el español Javier Marías.
Desde un principio se convirtió en uno de los premios más importantes en el ámbito de la narrativa en lengua castellana, en plena coincidencia con el boom latinoamericano, a tal grado que los primeros tres ganadores, Mario Vargas Llosa, Gabriel García Márquez y Carlos Fuentes, eran parte de dicho movimiento.
Considerado por muchos el premio literario más importante de Hispanoamérica, es otorgado cada dos años por el gobierno de Venezuela (las cinco primeras ediciones fueron quinquenales, al igual que la de 2025) por medio del «Centro de Estudios Latinoamericanos Rómulo Gallegos» (CELARG).
El 24 de julio de 2020 la organización, la conformación del jurado y la nueva fecha de entrega del premio, fueron reprogramadas por motivo de la cuarentena por la pandemia de COVID-19.

## Historia

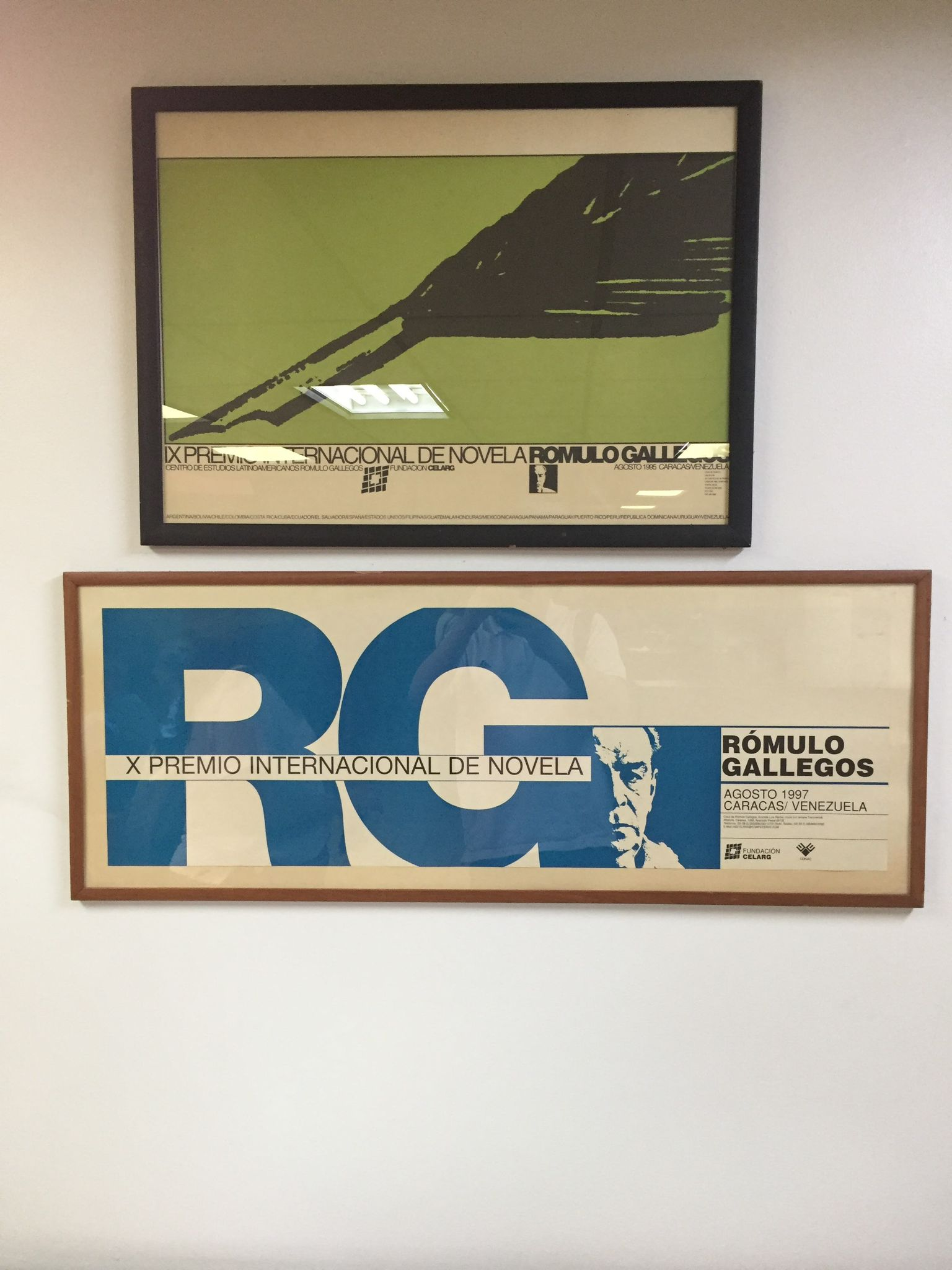
Afiches promocionales de las ediciones IX y X (1995 y 1997).

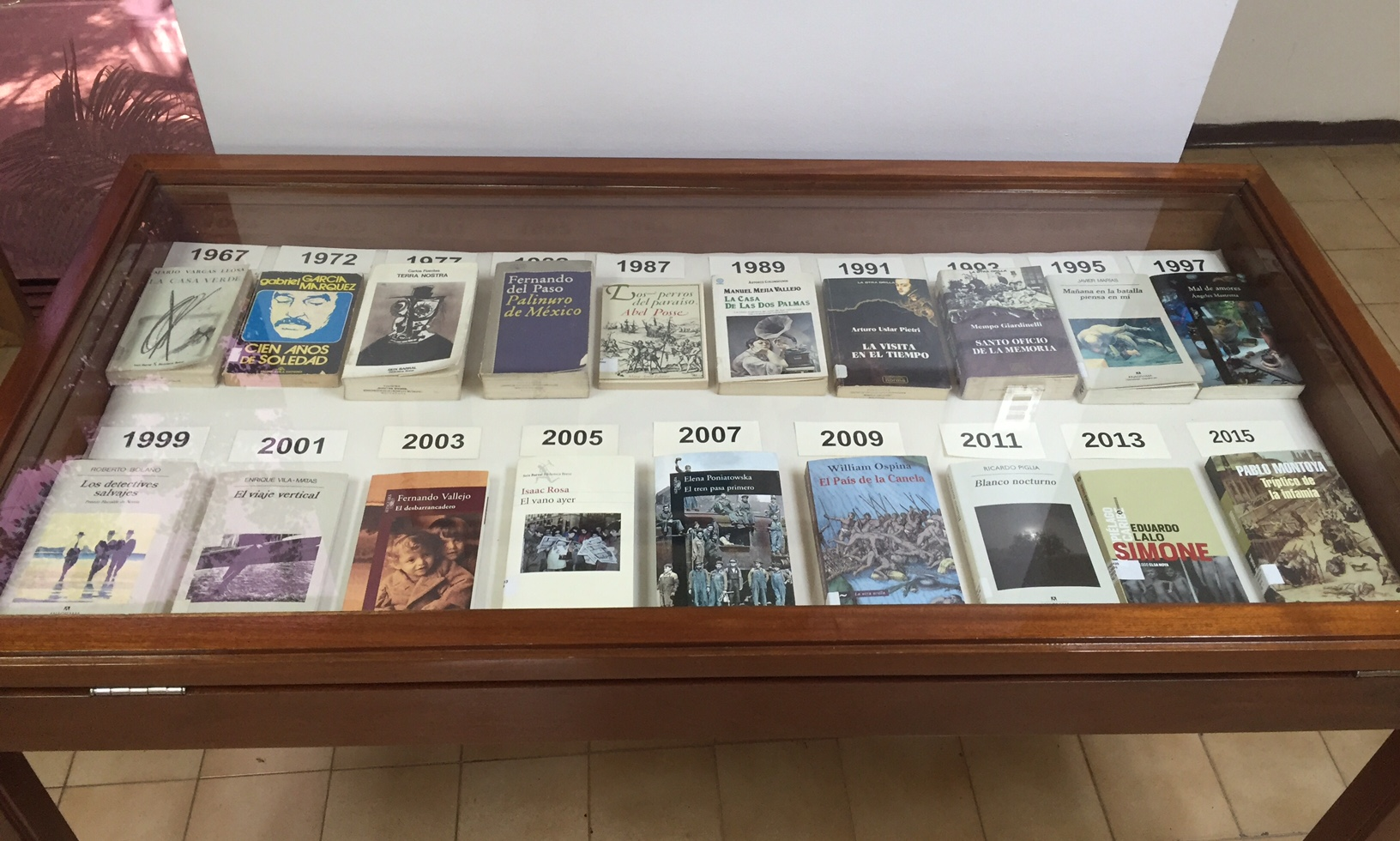
Exposición con las obras ganadoras del Premio Internacional de Novela Rómulo Gallegos (1967-2015).

El 1 de agosto de 1964 el presidente de Venezuela Raúl Leoni publicó su decreto N.º 83, con el que se establecía el Premio Internacional de Novela Rómulo Gallegos con la finalidad de «perpetuar y honrar la obra de un eminente novelista y estimular la actividad creadora de los escritores de habla castellana». Tres años después, en 1967, se publicó la primera convocatoria. Participaron diecisiete novelas sometidas a trece críticos de toda América Latina, quienes nombraron ganadora la novela La casa verde de Mario Vargas Llosa. En un principio el premio se otorgaba cada cinco años.
A partir de 1987 se estableció que el galardón sería bienal, de acuerdo con el decreto N.º 1271 (17 de septiembre de 1986) del presidente Jaime Lusinchi. En 1995 el premio se extendió a todo el conjunto de países hispanohablantes y ese mismo año fue galardonado el escritor español Javier Marías.
En los últimos años, la cantidad de novelas participantes ha sido abrumadora (en 2003 concursaron 246 novelas, en 2005 208; en 2013, 200). A principios de la década del 2000, se levantó una polémica internacional alrededor de la supervivencia y los objetivos del premio. En 2003 corrieron incluso rumores sobre su desaparición, que no tuvo lugar. En 2005, el crítico y editor de la casa francesa Gallimard, Gustavo Guerrero, denunció en el diario español El País la elección de un jurado procastrista y prochavista, que favoreció a Isaac Rosa, escritor que apoyaba al régimen cubano. De todas maneras, Guerrero reconoce que la novela de Rosa, El vano ayer, le pareció «brillante».

## Proceso de selección
Después de cuarenta años, la convocatoria, la participación de los críticos y el proceso de su selección por parte del gobierno venezolano han cambiado en varias ocasiones. Si en la primera edición el jurado estuvo conformado por trece críticos de trece países americanos distintos, en 2007 estuvo formado solo por cinco críticos de cuatro países (Venezuela, Cuba, Chile y Ecuador) y en 2013 por tres: dos especialistas en literatura hispana —el venezolano Luis Duno-Gottberg y el puertorriqueño Juan R. Duchesne Winter— más el laureado anterior, el argentino Ricardo Piglia. Con raras excepciones, como en 2005, el escritor de la última novela ganadora ha sido parte del jurado.
Pueden participar novelas publicadas en los dos años anteriores a la aparición de la convocatoria, escritas en castellano, por autores de cualquier nacionalidad. El ganador es decidido por mayoría de votos del jurado y el premio no puede ser decretado desierto. El galardón consiste en una medalla de oro, un diploma y un premio en efectivo de 80.000 euros. La ceremonia de entrega se realiza siempre el 2 de agosto, día del nacimiento de Rómulo Gallegos.

## Obras galardonadas[5]
| Edición | Año  | Título                            | Autor                  | País        | Imagen     |
| ------- | ---- | --------------------------------- | ---------------------- | ----------- | ---------- |
| I       | 1967 | La casa verde                     | Mario Vargas Llosa     | Perú        |            |
| II      | 1972 | Cien años de soledad              | Gabriel García Márquez | Colombia    |            |
| III     | 1977 | Terra Nostra                      | Carlos Fuentes         | México      |            |
| IV      | 1982 | Palinuro de México                | Fernando del Paso      | México      |            |
| V       | 1987 | Los perros del paraíso            | Abel Posse             | Argentina   |            |
| VI      | 1989 | La casa de las dos palmas         | Manuel Mejía Vallejo   | Colombia    |            |
| VII     | 1991 | La visita en el tiempo            | Arturo Uslar Pietri    | Venezuela   |            |
| VIII    | 1993 | Santo oficio de la memoria        | Mempo Giardinelli      | Argentina   |            |
| IX      | 1995 | Mañana en la batalla piensa en mí | Javier Marías          | España      |            |
| X       | 1997 | Mal de amores                     | Ángeles Mastretta      | México      |            |
| XI      | 1999 | Los detectives salvajes           | Roberto Bolaño         | Chile       |            |
| XII     | 2001 | El viaje vertical                 | Enrique Vila-Matas     | España      |            |
| XIII    | 2003 | El desbarrancadero                | Fernando Vallejo       | Colombia    |            |
| XIV     | 2005 | El vano ayer                      | Isaac Rosa             | España      |            |
| XV      | 2007 | El tren pasa primero              | Elena Poniatowska      | México      |            |
| XVI     | 2009 | El país de la canela              | William Ospina         | Colombia    |            |
| XVII    | 2011 | Blanco nocturno                   | Ricardo Piglia         | Argentina   |            |
| XVIII   | 2013 | Simone                            | Eduardo Lalo           | Puerto Rico |            |
| XIX     | 2015 | Tríptico de la infamia            | Pablo Montoya          | Colombia    |            |
| -       | 2017 | Suspendido                        | Suspendido             | Suspendido  | Suspendido |
| XX      | 2020 | El país del diablo                | Perla Suez             | Argentina   |            |
| XXI     | 2025 | El simulacro de los espejos       | Vicente Battista       | Argentina   |            |

### Nacionalidad de los galardonados
|   | País        | Galardones |
| - | ----------- | ---------- |
| 1 | Argentina   | 5          |
| 2 | Colombia    | 5          |
| 3 | México      | 4          |
| 4 | España      | 3          |
| 5 | Perú        | 1          |
| 6 | Venezuela   | 1          |
| 7 | Chile       | 1          |
| 8 | Puerto Rico | 1          |
|   | Total       | 21         |